# Turok (serie)
Turok es una serie de videojuegos de disparos en primera persona, basada en el personaje de cómic del mismo nombre. Está ambientada en un mundo primitivo habitado por dinosaurios y otras criaturas. La serie fue desarrollada originalmente por Acclaim Studios Austin como Iguana Entertainment y publicada por Acclaim Entertainment desde 1997, hasta la quiebra de Acclaim en septiembre de 2004. Luego, Propaganda Games desarrolló una nueva versión de la serie y la publicó Disney Interactive Studios. La serie generó más de 250 millones de dólares en ingresos en 2002.
El protagonista es un experto guerrero, por lo general especializado en cazar dinosaurios. A lo largo de las distintas entregas, el personaje principal ha ido variando. 
Responde al esquema típico de los juegos de plataforma o acción. El jugador debe avanzar por una historia lineal, abriéndose paso entre enemigos (humanos y dinosaurios), develando poco a poco la historia del título. Cada entrega cuenta con una historia singular aunque algunas tienen conexiones temporales entre protagonistas (es el caso de las primeras entregas).
El protagonista puede saltar entre plataformas así como emplear gran variedad de armas que van desde un arco con flechas, hasta armas futuristas.

## Juegos lanzados

### Turok: Dinosaur Hunter
El primer juego de la serie. Desarrollado por Iguana Entertainment y publicado por Acclaim para la consola Nintendo 64 y plataformas de computadoras personales en 1997. Se lanzó una versión remasterizada desarrollada por Nightdive Studios para Windows (a través de Steam) y Xbox One en 2017 y 2018 respectivamente. La versión remasterizada también se lanzó en Nintendo Switch el 18 de marzo de 2019 y en PlayStation 4 el 25 de febrero de 2021.

### Turok 2: Seeds of Evil
La secuela de Dinosaur Hunter, lanzado para Nintendo 64 a finales de 1998 y portado al sistema operativo Windows en 1999. Un juego separado, también titulado Turok 2: Seeds of Evil, fue lanzado para Game Boy Color. en 1998. Aunque ambientado en el mismo universo ficticio, el juego Game Boy Color sigue una historia diferente. Al igual que el primer juego, se lanzó una versión remasterizada desarrollada por Nightdive Studios para Windows (a través de Steam) y Xbox One en 2017 y 2018, respectivamente. La versión remasterizada también salió en Nintendo Switch en 2019.

### Turok: Rage Wars
Un juego no canon que fue lanzado para Nintendo 64 en 1999. Una versión de Game Boy Color siguió en 2000 pero no compartió nada en común con su contraparte de consola doméstica.

### Turok 3: Shadow of Oblivion
La secuela de Seeds of Evil, lanzada en 2000 para Nintendo 64. Se lanzó una versión de Game Boy Color, pero no compartió nada en común con su contraparte de consola.

### Turok: Evolution
La precuela de Dinosaur Hunter, lanzada para PlayStation 2, Xbox y GameCube en 2002. También se lanzó una versión 2D de desplazamiento lateral para Game Boy Advance. En 2003 se lanzó un port para Microsoft Windows para el mercado europeo.

### Turok
Un reinicio que no está relacionado con los juegos anteriores. Desarrollado por Propaganda Games, publicado por Touchstone Games y distribuido por Disney Interactive Studios. Lanzado en 2008 para Xbox 360 y PlayStation 3. Más tarde fue portado a Microsoft Windows ese mismo año.

### Turok: Escape from Lost Valley
Un reinicio que no está relacionado ninguna entrega anterior ni a los originales de Acclaim ni el reinicio de Propaganda Games. En cambio, opta por una historia de retroceso de estilo más cómico. Escape from Lost Valley fue desarrollado por Pillow Pig Games y, hasta el 18 de diciembre de 2019, fue publicado y distribuido por Universal Studios Interactive Entertainment. Fue lanzado el 25 de julio de 2019.

## Juegos cancelados

### Juego deTurokpara Game Boy Advance sin título
Un juego prototipo para el sistema Game Boy Advance, cuyo lanzamiento está previsto en algún momento antes de Turok: Evolution.

### Secuela deTurok: Evolutionsin título
Después del lanzamiento de Turok: Evolution, Acclaim Studios Austin colocó un pequeño equipo a cargo de crear una secuela. El proyecto no se retomó y el equipo pasó a otros proyectos.

### Turok 2
Turok 2, conocido cronológicamente como Turok 6 en varios artículos de noticias, fue una secuela planificada y parcialmente desarrollada de Turok de 2008. Finalmente fue cancelada a mitad del desarrollo, debido a muchos despidos en Propaganda Games.